# Burka Band
Burka Band är en afghansk musikgrupp som bildades år 2002 i Kabul, Afghanistan.
Bandet består av ett antal kvinnor som spelar el-gitarr och sjunger. Gruppen har nått mindre framgångar i Europa, bland annat i Tyskland där ett album givits ut. Deras mest kända singel är "Burka Blue".

## Diskografi

### Singlar
- 2002 - Burka Blue

### Album
- 2002 - Burka Band